# 우즈베키스탄계 파키스탄인
우즈베키스탄계 파키스탄인(우르두어: اوزبکلر; 우즈베크어: Oʻzbeklar)은 1472년부터 1703년까지 200년 넘게 파키스탄의 오늘날의 하자라 지역에 도착한 최초의 카를루크 중 한 명이었다. 우즈베키스탄은 파키스탄의 카이베르파크툰크와주와 연방 직할 부족 지역에 상당한 소수 집단을 형성한다.
파키스탄에는 아프가니스탄과 우즈베키스탄을 중심으로 중앙아시아 국가에서 온 우즈베키스탄 이민자들이 많다. 파키스탄에 거주하는 아프가니스탄인의 약 2.3%가 우즈베크인이다. 소련-아프가니스탄 전쟁은 그들을 파키스탄으로 몰아갔다. 1981년 파키스탄의 많은 아프가니스탄 난민들이 튀르키예로 이주하여 카이세리, 이즈미르, 앙카라, 자이틴부르누에 기반을 둔 기존 공동체에 합류했다. 우즈베키스탄은 주로 파키스탄 북서부에서 발견되며, 카이베르파크툰크와주(특히 페샤와르), 길기트발티스탄, 발루치스탄주를 포함한다. 또한 우즈베키스탄 이슬람 운동과 이슬람 지하드 연합의 알카에다와 동맹을 맺은 우즈베키스탄 무장세력이 연방 직할 부족 지역에 거주하는 것으로 추정된다. 그들의 높이에서 그들의 숫자는 500에서 5,000까지 예측되었다. 현재 파키스탄에는 2014년 시작된 파키스탄군의 자르브-에-아즈브 작전으로 사망했거나 시리아와 같은 지하디즘 분쟁의 다른 극장으로 이동한 다양한 국적의 외국인 무장세력 수백 명만이 다수 남아 있는 것으로 추정된다.

## 같이 보기
- 우즈베키스탄 이슬람 운동